# 末国愛里
末国 愛里（すえくに あいり、1972年12月27日 - ）は、日本の元バレーボール選手。

## 来歴
1991年世界ジュニア選手権に出場し、3位を経験。1995年、バレーボール日本女子代表としてワールドカップに出場した。1996年に現役引退後は社業の傍らNHK-BSで解説者を務めた。

## 球歴
- 全日本代表 - 1995年
- 全日本代表としての主な国際大会出場歴
  - ワールドカップ - 1995年

## 所属チーム
- 進徳女子高等学校
- 小田急ジュノー（1990-1996年）